# Edvard Antell
Edvard Johannes Antell, född 22 mars 1852 i Viborg, död 23 juli 1926 i New York, var en finländsk emigrantpublicist.
Antell emigrerade till USA 1886 efter juridiska studier i Helsingfors. Under svåra förhållanden utgav han tillsammans med sin maka Anna, född Hornborg (1868–1941), den finlandssvenska emigranttidningen Finska Amerikanaren (senare omdöpt till Norden), vars redaktör han var 1897–1924. Tidningen kom att spela en betydelsefull roll för emigranternas samlingssträvanden och det antellska hemmet blev en kulturell samlingspunkt i New York både för emigranter och för besökare från Finland.
Han var son till Samuel Henrik Antell.